# Aritmetika
Aritmetika je grana matematike koja proučava računske operacije s brojevima. Dolazi od grčke riječi arithmetike, koja se sastoji od riječi: arithmos (broj) i techne (umijeće).
Četiri su osnovne računske operacije: 
- zbrajanje
- oduzimanje
- množenje i
- dijeljenje, koje djeca uče u osnovnoj školi.

Naprednije aritmetičke operacije su najjednostavnije potenciranje -kvadriranje i potenciranje (svode se na množenje broja sa samim sobom) i korjenovanje (nešto složeniji postupak). U aritmetici poštujemo redoslijed izvođenja računskih operacija.  Ako zagradama nije određen redoslijed operacija, množenje i dijeljenje imaju prednost u odnosu na oduzimanje i zbrajanje.
Aritmetika prirodnih, cijelih, racionalnih (u obliku razlomaka) i realnih brojeva (koji se mogu zapisati u obliku decimala) obično se uči u osnovnoj školi. Ipak, većina odraslih oslanja se na kalkulatore, računala ili abakuse kako bi izračunala rezultat aritmetičke operacije.
Pojam "aritmetika" koristi se i za temeljnu teoriju brojeva; u tom kontekstu se pojavljuju i osnovni teorem aritmetike i aritmetičke funkcije.